# Río Isuela (Huesca)
El río Isuela es un río de la provincia de Huesca, con unos 40 km de longitud, afluente del río Flumen por su margen derecha. Es el río de la ciudad de Huesca, y su curso sirve de acceso desde la Hoya de Huesca al Serrablo y el Alto Gállego, pues paralela a sus orillas pasa la carretera nacional N-330. 

## Curso
Nace en las laderas surorientales del Collado de Labarza, que separa el Valle de Argüís del valle de Rasal, y discurre hacia el este, paralelo a las sierras exteriores pirenaicas que lo encierran, como la sierra de Bonés al norte que lo separa del río Flumen, y la sierra de Gratal al sur. Encerrado por la sierra del Águila al este, el río abandona el valle de Argüís abriendo un desfiladero, la Foz de San Clemente, hacia el sur. Pasa por Nueno, discurre entre Banastás y Yéqueda y tuerce al sureste y atraviesa la capital, Huesca. Luego gira hacia el sur, casi paralelo al curso del río Flumen, donde finalmente desemboca a la altura de Buñales, en el municipio de Huesca.
En su curso alto está regulado gracias al embalse de Arguis, situado antes de la Foz de San Clemente. Sus aguas sirven, sobre todo, para el riego de la Hoya de Huesca, gracias a las distintas acequias, como, por ejemplo, la acequia de Huesca en la margen derecha o la acequia de Coliñenique en la izquierda, que distribuyen el agua del Isuela y alimentan albercas de riego, como la Alberca de Cortés o la Alberca de Loreto.
Aparece descrito en el noveno volumen del Diccionario geográfico-estadístico-histórico de España y sus posesiones de Ultramar de Pascual Madoz con las siguientes palabras:

ISUELA: r. de la prov. y part. de Huesca: tiene su nacimiento en el térm. del l. de Arquis en las montañas de Serué, y corre por entre asperezas y desigualdades hasta que sale á la llanura en los térm. de Noeno, que fertiliza con sus aguas y desciende caminando hacia el S. al de Arascues, á cuyas tierras proporciona tambien algun riego: continúa su curso bañando las tierras de los l. de Igries y Yéqueda á la márg. izq., y Canastas á la der., formando una curva considerable basta llegar á este último punto, de cuyo térm. sale penetrando en el de la c. de Huesca, en el cual proporciona riego de consideracion á varias tierras que hacen la huerta de esta c. tan amena como fértil: pasa lamiendo las casas de esta cap., cercándola de N. á SE. por espacio de 1/4 de hora, y junto á ella se encuentran 3 puentes frente á 3 puertas de la misma, 2 de los cuales de piedra y 3 arcadas cada uno, fueron construidos á mediados del siglo pasado, y el tercero de madera y un solo ojo, en el año 1835, dando ademas impulso á las ruedas de varios molinos harineros; tambien á dist. de 1/2 hora existe otro puente de piedra con un ojo: sale por fin del térm. corriendo hácia el S. y llega al de Pompenillo, Castillo de Pompien y Tabernas, los cuales fertiliza con sus aguas, y en el de este último pueblo se incorpora al r. Flumen (V.). Cria con abundancia barbos y algunas anguilas.
(Madoz, 1847, p. 466)

### Municipios, pueblos y ciudades por los que pasa
- Arguis
- Nueno
- Igriés
  - Igriés
  - Yéqueda
- Banastás
- Chimillas
- Huesca
- Monflorite-Lascasas
  - Pompenillo
  - Castillo Pompién
- Huesca
  - Tabernas de Isuela
  - Buñales

### Afluentes del Isuela
- Por la margen derecha  recibe primero las aguas de los barrancos de Focegabarda y San Antón, que bajan de la vertiente norte de la sierra de Gratal.
- Luego el río perfora esta sierra torciendo hacia el sur, atravesando la Foz de San Clemente nada más salir del embalse de Arguis, a partir de la cual, empieza a recoger los barrancos de Batalla, Fonturbia y Cical, que  bajan por la vertiente sur del Gratal.
- Por la margen izquierda  recibe el agua recogida en la vertiente sur de la sierra de Bonés, y también parte de las de la vertiente norte mediante el trasvase, a través de la acequia de Bonés y del barranco del Fulco, del agua que correspondería al río Flumen procedente de los barrancos del Pozanco y del Fulco.